# Phare de Nordøyan
Le phare de Nordøyan (en norvégien : Nordøyan fyr) est un feu côtier de la commune de Vikna, dans le comté et la région de Trøndelag (Norvège). Il est géré par l'administration côtière norvégienne (en norvégien: Kystverket).
Le phare est classé patrimoine culturel par le Riksantikvaren depuis 1999.

## Histoire
Le phare, mis en service en 1890, a été érigé sur l'îlot de Surnøya, au nord du fjord de Flatanger, à 10 km au sud-ouest de l'île principale de Vikna. Il a remplacé le phare de Villa fermé cette même année. Sa lentille de Fresnel de 1er ordre d'origine est toujours en fonctionnement.
La lumière est allumée toute l'année sauf du 12 mai au 25 juillet en raison du soleil de minuit dans cette région. Elle est désormais comme un feu arrière de gamme conjointement avec le feu avant de l'île de Purkholmen.

## Description
Le phare  ,  est une petite tour cylindrique en fonte de 10 mètres de haut, avec une galerie et lanterne, sur une fondation en pierre. La tour est totalement peinte en rouge et se trouve au pignon d'une maison blanche de gardien en bois. Son feu fixe émet, à une hauteur focale de 36,5 mètres, un  fort éclat blanc toutes les 40 secondes. Sa portée nominale est de 172.2 milles nautiques (environ 32 km).

Identifiant : ARLHS : NOR-033 ; NF-5335 - Amirauté : L1874.1 (ex-L1868) - NGA : 8908 .
|                      |
| Le phare (1890-1900) |

|          |
| Le phare |

### Lien connexe
- Liste des phares de Norvège